# Appelbeignet

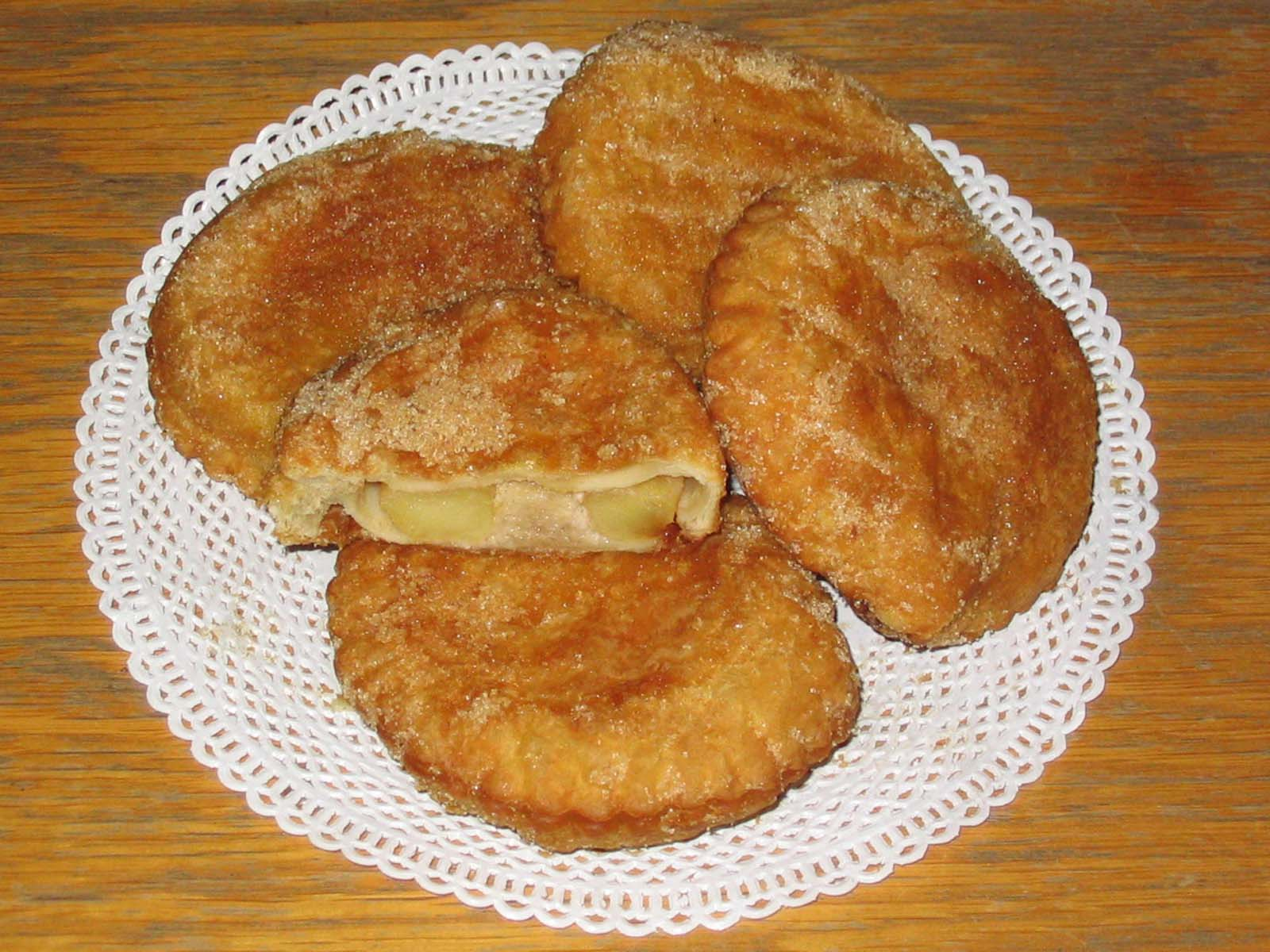
Appelbeignets w drożdżowym cieście francuskim

Appelbeignet – rodzaj jabłek smażonych w cieście.
Appelbeignet to plaster jabłka zanurzony w masie na ciasto lub owinięty w kawałek ciasta francuskiego, który po usmażeniu przez głębokie zanurzenie w gorącym oleju roślinnym ma postać złotobrązowego, okrągłego, słodkiego placka. Appelbeignets są tradycyjnie spożywane w Holandii, obok oliebollen, w noc sylwestrową.
Czasami do nadzienia z jabłkiem dodaje się masę ze zmielonych białych migdałów utartych z cukrem, tzw. amandelspijs, czyli „holenderski marcepan” o mniejszej zawartości cukru.